# Discographie de Van Halen
Cet article présente la discographie du groupe de hard rock américain Van Halen. Elle consiste en  douze albums studios, deux albums live, cinq compilations et cinquante deux singles.

## Présentation
D'abord constitué d' Eddie (guitare) et d' Alex Van Halen (batterie) et du bassiste Mark Stone sous le nom de Mammoth, le groupe prit sa forme définitive en 1974 avec l'arrivée de Michael Anthony (basse) qui remplace Stone et de David Lee Roth (chant). Malheureusement le nom de Mammoth était déjà prit par un autre groupe de Los Angeles et, sur une suggestion de David Lee Roth, le groupe prit son appellation définitive Van Halen. Le groupe devint populaire sur le Sunset Strip, jouant régulièrement au Whisky a Go Go et dans d'autres clubs. En 1976, Gene Simmons de Kiss, les remarque dans un club et décide de leur payer une session d'enregistrement. Leur démo enregistré, le groupe sera, sur les chaudes recommandation de Simmons, signé par le label major, Warner Bros. Records. Le groupe rencontre, au Starwood Club, le producteur Ted Templeman (Doobie Brothers, Van Morrison...) qui accepte de produire leur premier album. Le groupe enregistre une démo de vingt cinq titres dont neuf seront sur le premier album.
Le 10 février 1978 sort le premier album, sobrement intitulé Van Halen. Propulsé par les singles Running with the Devil et la reprise des Kinks, You Really Got Me, l'album sera certifié disque d'or en mai et disque de platine en octobre et se vendra à plus de dix millions d'exemplaires aux États-Unis. Le groupe sortira ensuite un album par an jusqu'en 1984 et la sortie de l'album 1984 qui sera le deuxième album du groupe à dépasser les dix millions de ventes aux USA  et le départ de David Lee Roth en 1985.
En septembre 1985, Sammy Hagar est annoncé comme nouveau chanteur de Van Halen et 5150, septième album du groupe sort en mars 1986. Il sera le premier album du groupe à atteindre la première place du Billboard 200 américain. Hagar enregistra trois autres albums avant de quitter le groupe en 1996, tous les trois seront classé à la première place du Billboard 200. Après une tentative de réunion avec David Lee Roth, le nouveau chanteur, Gary Cherone (Extreme), rejoindra officiellement le groupe en novembre 1996. L'unique album avec Cherone, Van Halen III , sortira en mars 1998 et se classa à la quatrième place des charts américains, mais n'atteindra pas les ventes des autres albums. Il marque aussi le départ de Michael Anthony (il ne participe qu'à trois titres sur l'album), bassiste original du groupe depuis 1974. Il sera aussi le dernier album studio jusqu'à la sortie de A Different Kind of Truth (2012), quatorze ans plus tard. Ce-dernier sera le dernier album du groupe, il verra le retour de David Lee Roth mais pas celui de Michael Anthony définitivement remplacé par le fils d'Eddie, Wolfgang. Eddie Van Halen décèdera en octobre 2020 des suites d'un cancer, ce qui mettra fin au groupe.
En 2015, le groupe a vendu plus de 80 millions d'albums dans le monde dont plus de 56 millions rien qu'aux États-Unis.

## Formations

### Van Halen (1974 - 1984)

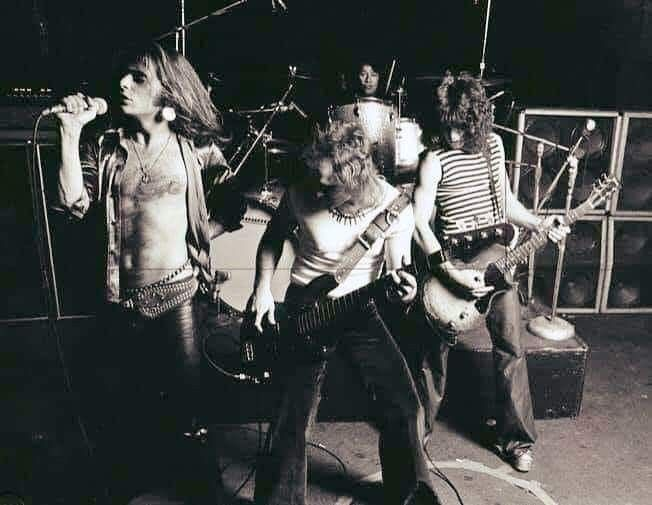

Eddie Van Halen: guitares, claviers, chœurs
- Alex Van Halen: batterie, percussions
- David Lee Roth: chant, guitare acoustique
- Michael Anthony: basse, claviers,chœurs

### Van Hagar (1985 - 1996)

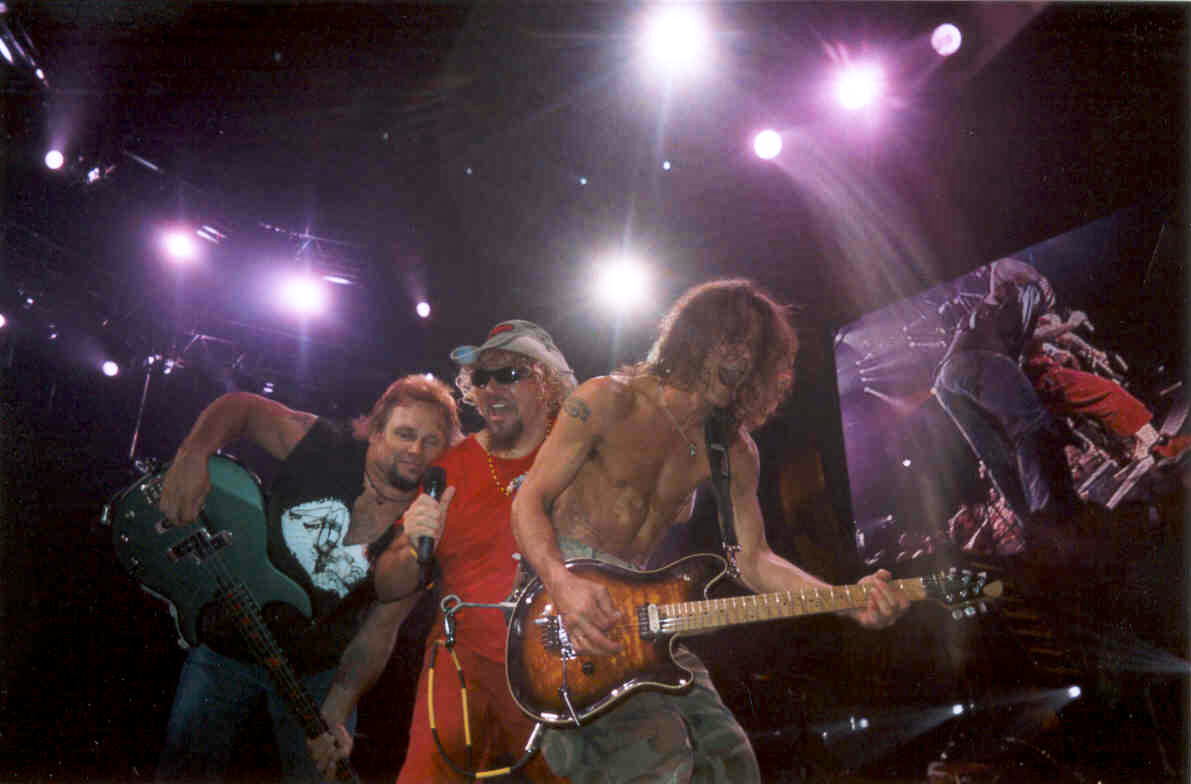

- Eddie Van Halen: guitares, claviers, chœurs
- Alex Van Halen: batterie, percussions
- Sammy Hagar: chant, guitare
- Miceunion hael Anthony: basse, chœurs

### Van Halen 3 (1996 - 1999)
- Eddie Van Halen: guitares, chœurs

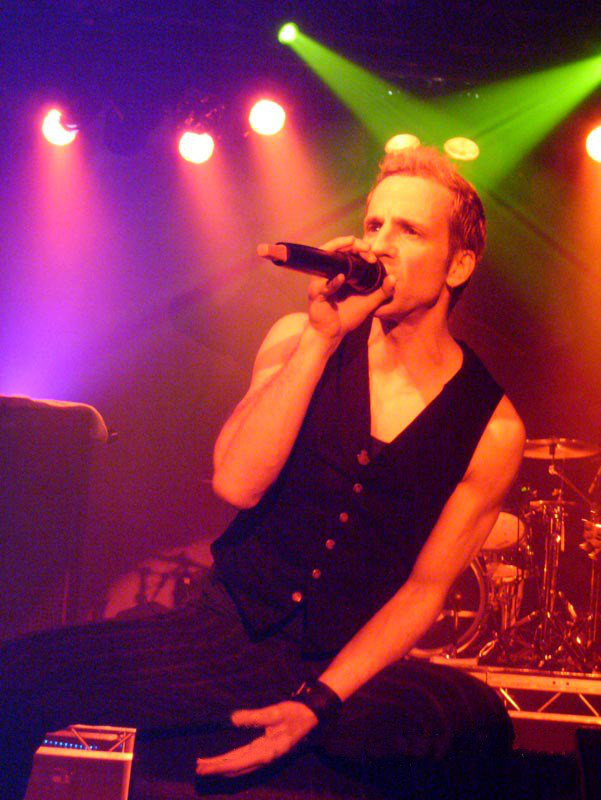
avec Gary Cherone

- Alex Van Halen: batterie, percussions
- Gary Cherone: chant
- Michael Anthony: basse, chœurs

### Van Halen 4
- Eddie Van Halen: guitares, chœurs

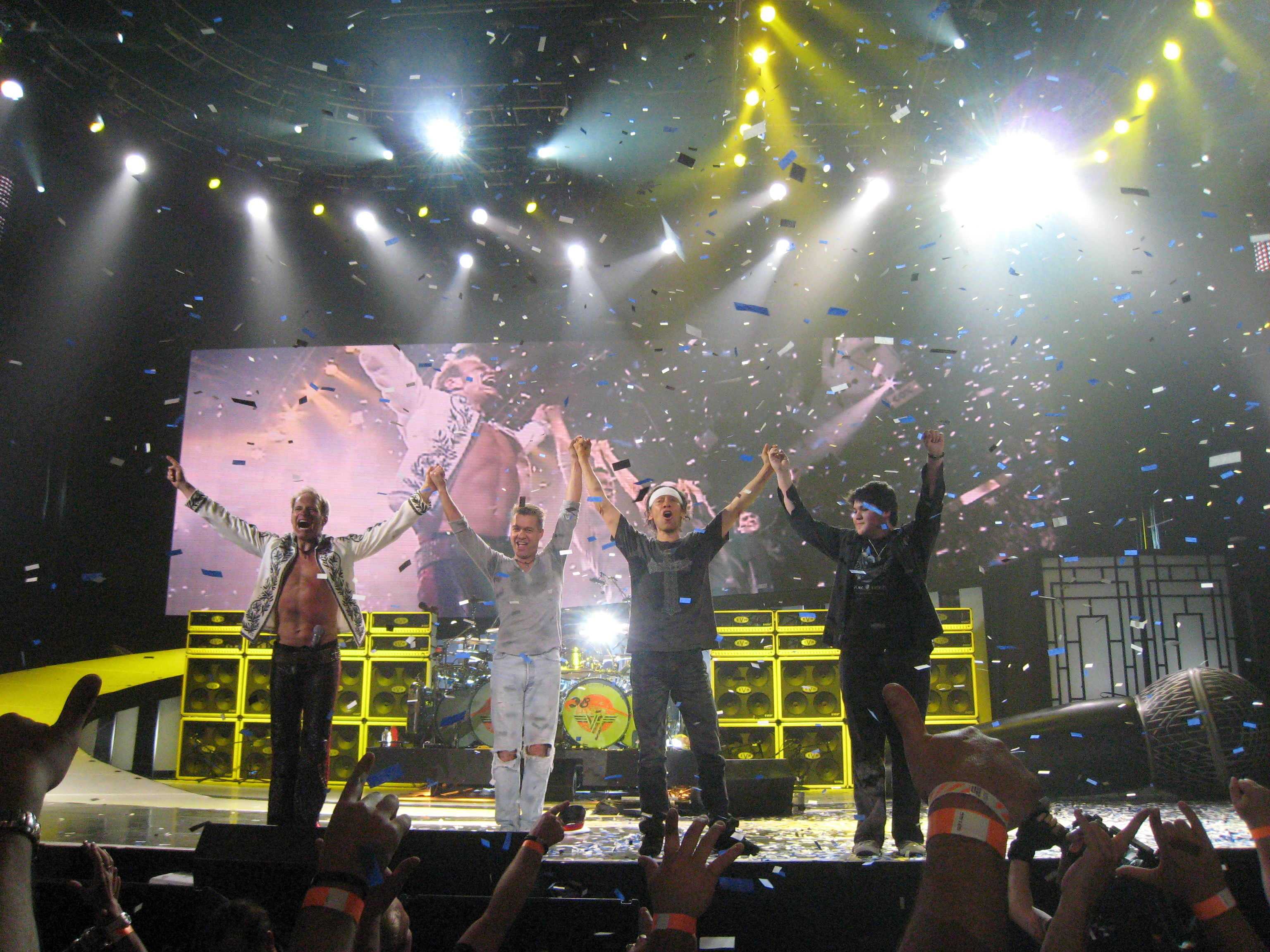

- Alex Van Halen: batterie, percussions
- David Lee Roth: chant
- Wolfgang Van Halen: basse, chœurs

## Albums

### Albums studios
| Titre                                                                          | Détails                                                                | Classements des ventes | Classements des ventes | Classements des ventes | Classements des ventes | Classements des ventes | Classements des ventes | Classements des ventes | Classements des ventes | Classements des ventes | Classements des ventes | Classements des ventes | Classements des ventes | Classements des ventes | Classements des ventes | Classements des ventes | Classements des ventes | Classements des ventes | Classements des ventes | Certifications                                                    |
| Titre                                                                          | Détails                                                                | USA                    | ALL                    | AUS                    | AUT                    | BEL                    | BEL                    | CAN                    | DAN                    | ESP                    | FIN                    | FRA                    | ITA                    | NOR                    | N-Z                    | P-B                    | SUÈ                    | SUI                    | UK                     | Certifications                                                    |
| Titre                                                                          | Détails                                                                | USA                    | ALL                    | AUS                    | AUT                    | (V)                    | (W)                    | CAN                    | DAN                    | ESP                    | FIN                    | FRA                    | ITA                    | NOR                    | N-Z                    | P-B                    | SUÈ                    | SUI                    | UK                     | Certifications                                                    |
| ------------------------------------------------------------------------------ | ---------------------------------------------------------------------- | ---------------------- | ---------------------- | ---------------------- | ---------------------- | ---------------------- | ---------------------- | ---------------------- | ---------------------- | ---------------------- | ---------------------- | ---------------------- | ---------------------- | ---------------------- | ---------------------- | ---------------------- | ---------------------- | ---------------------- | ---------------------- | ----------------------------------------------------------------- |
| Van Halen                                                                      | - Sortie: 10 février 1978 - Label: Warner - Formation: VH 1            | 19                     | —                      | 17                     | —                      | —                      | —                      | 18                     | —                      | —                      | —                      | 7                      | 89                     | —                      | 22                     | 10                     | —                      | —                      | 34                     | : Diamant · : Or · : 4 × Platine · : Or · : Platine · : Or        |
| Van Halen II                                                                   | - Sortie: 23 mars 1979 - Label: Warner - Formation: VH 1               | 6                      | 24                     | 68                     | —                      | —                      | —                      | 15                     | —                      | —                      | —                      | 14                     | —                      | —                      | —                      | 11                     | 22                     | —                      | 23                     | : 5 × Platine · : 2 × Platine · : Or · : Or ·                     |
| Women and Children First                                                       | - Sortie: 26 mars 1980 - Label: Warner - Formation: VH 1               | 6                      | 19                     | —                      | —                      | —                      | —                      | 12                     | —                      | —                      | —                      | 7                      | —                      | 23                     | 48                     | 3                      | 19                     | —                      | 15                     | : 3 × Platine · : 2 × Platine · : Or · : Or ·                     |
| Fair Warning                                                                   | - Sortie: 29 avril 1981 - Label: Warner - Formation: VH 1              | 5                      | 37                     | 97                     | —                      | —                      | —                      | 11                     | —                      | —                      | —                      | 13                     | —                      | 27                     | —                      | 13                     | 18                     | —                      | 49                     | : 2 × Platine · : Platine                                         |
| Diver Down                                                                     | - Sortie: 14 avril 1982 - Label: Warner - Formation: VH 1              | 3                      | 65                     | 79                     | —                      | —                      | —                      | 5                      | —                      | —                      | —                      | 17                     | 24                     | 19                     | 37                     | 28                     | 28                     | —                      | 36                     | : 2 × Platine · : Platine                                         |
| 1984                                                                           | - Sortie: 9 janvier 1984 - Label: Warner - Formation: VH 1             | 2                      | 11                     | 11                     | 12                     | —                      | —                      | 1                      | —                      | —                      | —                      | 5                      | 15                     | 12                     | 15                     | 8                      | 4                      | 7                      | 15                     | : Diamant · : Platine · : 5 × Platine · : Or · : Or · : Or · : Or |
| 5150                                                                           | - Sortie: 24 mars 1986 - Label: Warner - Formation: VH 2               | 1                      | 11                     | 5                      | 13                     | —                      | —                      | 2                      | —                      | —                      | —                      | —                      | —                      | 5                      | 13                     | 30                     | 2                      | 16                     | 16                     | : 6 × Platine · : Or · : 2 × Platine : 3 × Platine · : Argent     |
| OU812                                                                          | - Sortie: 20 mai 1988 - Label: Warner - Formation: VH 2                | 1                      | 12                     | 9                      | 21                     | —                      | —                      | 1                      | —                      | —                      | —                      | —                      | —                      | 5                      | 35                     | 22                     | 9                      | 9                      | 16                     | : 4 × Platine · : Argent                                          |
| For Unlawful Carnal Knowledge                                                  | - Sortie: 17 juin 1991 - Label: Warner - Formation: VH 2               | 1                      | 6                      | 5                      | 21                     | —                      | —                      | 4                      | —                      | —                      | —                      | —                      | —                      | —                      | 25                     | 24                     | 17                     | 11                     | 12                     | : 3 × Platine · : Platine · : Argent                              |
| Balance                                                                        | - Sortie: 24 janvier 1995 - Label: Warner - Formation: VH 2            | 1                      | 8                      | 9                      | 18                     | —                      | —                      | 2                      | —                      | —                      | —                      | 18                     | 15                     | 17                     | 16                     | 5                      | 5                      | 6                      | 8                      | : 3 × Platine · : 3 × Platine                                     |
| Van Halen III                                                                  | - Sortie: 17 mars 1998 - Label: Warner - Formation: VH 3               | 4                      | 13                     | 8                      | 23                     | —                      | —                      | 4                      | —                      | —                      | 5                      | 49                     | —                      | 29                     | 14                     | 24                     | 39                     | 38                     | 43                     | : Or                                                              |
| A Different Kind of Truth                                                      | - Sortie: 7 février 2012 - Label: Interscope Records - Formation: VH 4 | 2                      | 8                      | 4                      | 17                     | 51                     | 25                     | 3                      | 8                      | 35                     | 3                      | 29                     | 16                     | 9                      | 14                     | 12                     | 4                      | 6                      | 6                      | : Or                                                              |
| "—" indique que l'album n'entra pas dans les classements musicaux de ces pays. |                                                                        |                        |                        |                        |                        |                        |                        |                        |                        |                        |                        |                        |                        |                        |                        |                        |                        |                        |                        |                                                                   |

### Albums en public
| Titre                                                                          | Détails                                                     | Classements des ventes | Classements des ventes | Classements des ventes | Classements des ventes | Classements des ventes | Classements des ventes | Classements des ventes | Classements des ventes | Classements des ventes | Classements des ventes | Classements des ventes | Classements des ventes | Classements des ventes | Classements des ventes | Classements des ventes | Certifications       |
| Titre                                                                          | Détails                                                     | USA                    | ALL                    | AUS                    | AUT                    | BEL                    | BEL                    | CAN                    | ESP                    | FRA                    | ITA                    | N-Z                    | P-B                    | SUÈ                    | SUI                    | UK                     | Certifications       |
| Titre                                                                          | Détails                                                     | USA                    | ALL                    | AUS                    | AUT                    | (V)                    | (W)                    | CAN                    | ESP                    | FRA                    | ITA                    | N-Z                    | P-B                    | SUÈ                    | SUI                    | UK                     | Certifications       |
| ------------------------------------------------------------------------------ | ----------------------------------------------------------- | ---------------------- | ---------------------- | ---------------------- | ---------------------- | ---------------------- | ---------------------- | ---------------------- | ---------------------- | ---------------------- | ---------------------- | ---------------------- | ---------------------- | ---------------------- | ---------------------- | ---------------------- | -------------------- |
| Live: Right Here, Right Now                                                    | - Sortie: 23 février 1993 - Label: Warner - Formation: VH 2 | 5                      | 30                     | 7                      | 30                     | —                      | —                      | 15                     | —                      | —                      | 19                     | 5                      | 8                      | 21                     | 18                     | 24                     | : 2 × Platine · : Or |
| Tokyo Dome Live in Concert                                                     | - Sortie: 31 mars 2015 - Label: Warner - Formation: VH 4    | 20                     | 64                     | —                      | —                      | 115                    | 71                     | 24                     | 57                     | 74                     | 59                     | —                      | 48                     | —                      | 59                     | 74                     | —                    |
| "—" indique que l'album n'entra pas dans les classements musicaux de ces pays. |                                                             |                        |                        |                        |                        |                        |                        |                        |                        |                        |                        |                        |                        |                        |                        |                        |                      |

### Compilations
| Titre                                                                          | Détails                                                  | Classements des ventes | Classements des ventes | Classements des ventes | Classements des ventes | Classements des ventes | Classements des ventes | Classements des ventes | Classements des ventes | Classements des ventes | Classements des ventes | Classements des ventes | Classements des ventes | Classements des ventes | Classements des ventes | Classements des ventes | Classements des ventes | Classements des ventes | Certifications                                                        |
| Titre                                                                          | Détails                                                  | USA                    | ALL                    | AUS                    | AUT                    | BEL                    | BEL                    | CAN                    | DAN                    | FIN                    | FRA                    | ITA                    | NOR                    | N-Z                    | P-B                    | SUÈ                    | SUI                    | UK                     | Certifications                                                        |
| Titre                                                                          | Détails                                                  | USA                    | ALL                    | AUS                    | AUT                    | (V)                    | (W)                    | CAN                    | DAN                    | FIN                    | FRA                    | ITA                    | NOR                    | N-Z                    | P-B                    | SUÈ                    | SUI                    | UK                     | Certifications                                                        |
| ------------------------------------------------------------------------------ | -------------------------------------------------------- | ---------------------- | ---------------------- | ---------------------- | ---------------------- | ---------------------- | ---------------------- | ---------------------- | ---------------------- | ---------------------- | ---------------------- | ---------------------- | ---------------------- | ---------------------- | ---------------------- | ---------------------- | ---------------------- | ---------------------- | --------------------------------------------------------------------- |
| Best of: Volume 1                                                              | - Sortie: 22 octobre 1996 - Label: Warner                | 1                      | 7                      | 11                     | 16                     | —                      | 194                    | 1                      | —                      | 3                      | —                      | —                      | 36                     | 2                      | 12                     | 19                     | 26                     | 45                     | : 3 × Platine · : Or · : Platine · : 2 × Platine · : Or · : Or · : Or |
| The Best of Both Worlds                                                        | - Sortie: 20 juillet 2004 - Label: Warner - Formation :  | 3                      | 28                     | 31                     | 33                     | —                      | —                      | 2                      | 25                     | 4                      | 27                     | 34                     | 17                     | 9                      | —                      | 12                     | 55                     | 15                     | : Platine · : Or · : Or                                               |
| The Very Best of Van Halen                                                     | - Sortie: 20 juillet 2004 - Label: Warner / Rhino        | —                      | —                      | —                      | —                      | —                      | —                      | 10                     | —                      | —                      | —                      | —                      | —                      | —                      | —                      | —                      | —                      | 86                     | —                                                                     |
| The Collection                                                                 | - Sortie : 31 mars 2015 - Label : Warner / Rhino Records | —                      | —                      | —                      | —                      | —                      | —                      | —                      | —                      | —                      | —                      | —                      | —                      | —                      | —                      | —                      | 68                     | —                      | —                                                                     |
| The Collection II                                                              | - Sortie: 6 octobre 2023 - Label: Warner / Rhino         | 62                     | 27                     | —                      | —                      | 80                     | 164                    | —                      | —                      | —                      | —                      | —                      | —                      | —                      | —                      | —                      | —                      | —                      | —                                                                     |
| "—" indique que l'album n'entra pas dans les classements musicaux de ces pays. |                                                          |                        |                        |                        |                        |                        |                        |                        |                        |                        |                        |                        |                        |                        |                        |                        |                        |                        |                                                                       |

## Singles

### Années 70
| You Really Got Me                                                              | - Sortie: 31 janvier 1978 - Face B: Atomic Punk - Label: Warner                 | 36 | 12 | — | 49 | — | —  | Van Halen    |
| Runnin' with the Devil                                                         | - Sortie: 13 avril 1978 - Face B: Eruption - Label: Warner                      | 84 | -  | 8 | —  | 2 | 52 | Van Halen    |
| Jamie's Cryin'                                                                 | - Sortie: 14 juillet 1978 - Face B: I'm the One - Label: Warner                 | —  | -  | - | —  | — | —  | Van Halen    |
| Ain't Talkin' bout Love                                                        | - Sortie: octobre 1978 - Face B: Feel Your Love Tonight - Label: Warner         | —  | -  | - | —  | — | —  | Van Halen    |
| On Fire                                                                        | - Sortie: 29 septembre 1978 uniquement - Face B: Jamie's Cryin' - Label: Warner | —  | -  | - | —  | — | —  | Van Halen    |
| Dance the Night Away                                                           | - Sortie: 30 avril 1979 - Face B: Outta Love Again - Label: Warner              | 15 | -  | - | 28 | — | —  | Van Halen II |
| Beautiful Girls                                                                | - Sortie : 21 août 1979 - Face B : D.O.A. - Label : Warner                      | 84 | -  | - | —  | — | —  | Van Halen II |
| Somebody Get Me a Doctor                                                       | - Sortie :août 1979 uniquement - Face B : Women In Love - Label : Warner        | —  | -  | - | —  | — | —  | Van Halen II |
| "—" indique que l'album n'entra pas dans les classements musicaux de ces pays. |                                                                                 |    |    |   |    |   |    |              |

### Années 80
| Titre                                                                          | Détails                                                                 | Classements des ventes | Classements des ventes | Classements des ventes | Classements des ventes | Classements des ventes | Classements des ventes | Classements des ventes | Classements des ventes | Classements des ventes | Classements des ventes | Classements des ventes | Classements des ventes | Classements des ventes | Classements des ventes | Classements des ventes | De l'album               |
| Titre                                                                          | Détails                                                                 | USA Hot 100            | USA Main.              | ALL                    | AUS                    | AUT                    | BEL                    | CAN                    | FRA                    | ITA                    | IRL                    | N-Z                    | P-B                    | SUÈ                    | SUI                    | UK                     | De l'album               |
| ------------------------------------------------------------------------------ | ----------------------------------------------------------------------- | ---------------------- | ---------------------- | ---------------------- | ---------------------- | ---------------------- | ---------------------- | ---------------------- | ---------------------- | ---------------------- | ---------------------- | ---------------------- | ---------------------- | ---------------------- | ---------------------- | ---------------------- | ------------------------ |
| And the Cradle Will Rock...                                                    | - Sortie: 19 mai 1980 - Face B: Could This Be Magic ? - Label: Warner   | 55                     | —                      | —                      | -                      | -                      | -                      | 81                     | 46                     | —                      | —                      | —                      | —                      | —                      | —                      | —                      | Women and Children First |
| So This Is Love ?                                                              | - Sortie: 1er juin 1981 - Face B: Hear About It Later - Label: Warner   | —                      | 15                     | —                      | -                      | -                      | -                      | 20                     | —                      | —                      | —                      | —                      | —                      | —                      | —                      | —                      | Fair Warning             |
| Mean Street                                                                    | - Sortie: juin 1981 - Face B: Push Come to Shove - Label: Warner        | —                      | 12                     | —                      | -                      | -                      | -                      | —                      | —                      | —                      | —                      | —                      | —                      | —                      | —                      | —                      | Fair Warning             |
| Unchained                                                                      | - Sortie: 22 juillet 1981 - Face B: Push Come to Shove - Label: Warner  | —                      | 13                     | —                      | -                      | -                      | -                      | —                      | —                      | —                      | —                      | —                      | —                      | —                      | —                      | —                      | Fair Warning             |
| Oh, Pretty Woman                                                               | - Sortie: 18 janvier 1982 - Face B: Happy Trails - Label: Warner        | 12                     | 1                      | —                      | 59                     | -                      | 40                     | 5                      | —                      | 40                     | —                      | 47                     | 28                     | —                      | —                      | —                      | Diver Down               |
| Dancing in the Street                                                          | - Sortie: 14 avril 1982 - Face B: The Full Bug - Label: Warner          | 38                     | 3                      | —                      | -                      | -                      | -                      | 15                     | —                      | —                      | —                      | —                      | —                      | —                      | —                      | —                      | Diver Down               |
| Little Guitars                                                                 | - Sortie: 14 avril 1982 (airplay) - Face B: — - Label: Warner           | —                      | 33                     | —                      | -                      | -                      | -                      | —                      | —                      | —                      | —                      | —                      | —                      | —                      | —                      | —                      | Diver Down               |
| Where Have All the Good Times Gone                                             | - Sortie: juillet 1982 (airplay) - Face B: — - Label: Warner            | —                      | 17                     | —                      | -                      | -                      | -                      | —                      | —                      | —                      | —                      | —                      | —                      | —                      | —                      | —                      | Diver Down               |
| Secrets                                                                        | - Sortie: 23 août 1982 - Face B: Big Bad Bill - Label: Warner           | —                      | 22                     | —                      | -                      | -                      | -                      | —                      | —                      | —                      | —                      | —                      | —                      | —                      | —                      | —                      | Diver Down               |
| Jump · Or · Platine · Platine                                                  | - Sortie: 9 janvier 1984 - Face B: House of Pain - Label: Warner        | 1                      | 1                      | 4                      | 2                      | 4                      | 28                     | 1                      | 7                      | 2                      | 2                      | 12                     | 34                     | 11                     | 4                      | 7                      | 1984                     |
| I'll Wait                                                                      | - Sortie: avril 1984 - Face B: Girl Gone Bad - Label: Warner            | 13                     | 2                      | —                      | -                      | -                      | -                      | 21                     | —                      | 48                     | —                      | —                      | —                      | —                      | —                      | 85                     | 1984                     |
| Panama                                                                         | - Sortie : 1er juin 1984 - Face B: Drop Dead Legs - Label: Warner       | 13                     | 2                      | —                      | 74                     | -                      | -                      | 15                     | —                      | —                      | 30                     | —                      | —                      | —                      | —                      | 61                     | 1984                     |
| Hot for Teacher                                                                | - Sortie: octobre 1984 - Face B: Little Dreamer - Label: Warner         | —                      | 24                     | —                      | 89                     | -                      | -                      | 83                     | —                      | —                      | —                      | —                      | —                      | —                      | —                      | —                      | 1984                     |
| Why Can't This be Love                                                         | - Sortie: 17 mars 1986 - Face B: Get Up - Label: Warner                 | 3                      | 1                      | 8                      | 8                      | -                      | -                      | 13                     | —                      | —                      | 8                      | 32                     | 15                     | 11                     | —                      | 8                      | 5150                     |
| Best of Both Worlds (Edit)                                                     | - Sortie: mai 1986 - Face B: Best of Both Worlds (Live) - Label: Warner | —                      | 12                     | —                      | -                      | -                      | -                      | —                      | —                      | —                      | —                      | —                      | —                      | —                      | —                      | —                      | 5150                     |
| Dreams                                                                         | - Sortie: mai 1986 - Face B: Inside - Label: Warner                     | 22                     | 6                      | 53                     | 51                     | -                      | -                      | 85                     | —                      | —                      | 25                     | —                      | —                      | —                      | —                      | 62                     | 5150                     |
| Love Walks In                                                                  | - Sortie: juillet 1986 - Face B: Summer Nights - Label: Warner          | 22                     | 4                      | —                      | -                      | -                      | -                      | 65                     | —                      | —                      | —                      | —                      | —                      | —                      | —                      | —                      | 5150                     |
| Summer Nights                                                                  | - Sortie: août 1986 (airplay) - Face B: — - Label: Warner               | —                      | 33                     | —                      | -                      | -                      | -                      | —                      | —                      | —                      | —                      | —                      | —                      | —                      | —                      | —                      | 5150                     |
| Black and Blue                                                                 | - Sortie: mai 1988 - Face B: A Apolitical Blues - Label: Warner         | 34                     | 1                      | —                      | -                      | -                      | -                      | —                      | —                      | —                      | —                      | —                      | —                      | —                      | —                      | —                      | OU812                    |
| When It's Love                                                                 | - Sortie: 1er juin 1988 - Face B: Cabo Wabo - Label: Warner             | 5                      | 1                      | —                      | 23                     | -                      | -                      | 21                     | —                      | —                      | 23                     | —                      | —                      | —                      | —                      | 28                     | OU812                    |
| Finish What Ya Started                                                         | - Sortie: septembre 1988 - Face B: Sucker in a 3 Piece - Label: Warner  | 13                     | 2                      | —                      | -                      | -                      | -                      | —                      | —                      | —                      | —                      | —                      | —                      | —                      | —                      | —                      | OU812                    |
| Feels So Good                                                                  | - Sortie: janvier 1989 - Face B: Sucker In A 3 Piece - Label: Warner    | 35                     | 6                      | —                      | -                      | -                      | -                      | —                      | —                      | —                      | —                      | —                      | —                      | —                      | —                      | 63                     | OU812                    |
| "—" indique que l'album n'entra pas dans les classements musicaux de ces pays. |                                                                         |                        |                        |                        |                        |                        |                        |                        |                        |                        |                        |                        |                        |                        |                        |                        |                          |

### Depuis 1991
| Poundcake                                                                      | - Sortie: juin 1991 - Face B: Pleasure Dome - Label: Warner                                               | —   | 1  | 55 | —  | —  | —  | 74 | For Unlawful Carnal Knowledge |
| Runaround                                                                      | - Sortie: juin 1991 (airplay) - Face B: — - Label: Warner                                                 | —   | 1  | 50 | —  | —  | —  | —  | For Unlawful Carnal Knowledge |
| Top of the World                                                               | - Sortie: septembre 1991 - Face B: In 'n'Out - Label: Warner                                              | 27  | 1  | 23 | —  | —  | —  | 63 | For Unlawful Carnal Knowledge |
| The Dream Is Over (airplay)                                                    | - Sortie: février 1992 - Face B: — - Label: Warner                                                        | —   | 7  | —  | —  | —  | —  | —  | For Unlawful Carnal Knowledge |
| Right Now                                                                      | - Sortie: février 1992 - Face B: Man On a Mission - Label: Warner                                         | 55  | 21 | —  | —  | —  | —  | —  | For Unlawful Carnal Knowledge |
| Jump (Live)                                                                    | - Sortie: février 1993 - Face B: Love Walks In (Live) - Label: Warner                                     | —   | —  | —  | 13 | 12 | 36 | 26 | Live: Right Here, Right Now   |
| Won't Get Fooled Again (Live)                                                  | - Sortie: février 1993 (Airplay) - Face B: — - Label: Warner                                              | —   | 1  | 64 | —  | —  | —  | —  | Live: Right Here, Right Now   |
| Dreams (Live)                                                                  | - Sortie : mai 1993 - Face B : Right Now (Live) - Label :                                                 | 111 | 6  | —  | —  | —  | —  | —  | Live: Right Here, Right Now   |
| Don't Tell Me (What Love Can Do)                                               | - Sortie: 9 janvier 1995 - Face B: Baluchitherium - Label: Warner                                         | —   | 1  | 36 | —  | 31 | —  | 27 | Balance                       |
| The Seventh Seal                                                               | - Sortie: février 1993 (airplay) - Face B: — - Label: Warner                                              | —   | 36 | —  | —  | —  | —  | —  | Balance                       |
| Can't Stop Lovin' You                                                          | - Sortie: 10 mars 1995 - Face B: Crossing Over - Label: Warner                                            | 30  | 2  | 3  | —  | —  | —  | 33 | Balance                       |
| Amsterdam                                                                      | - Sortie: 26 juin 1995 (airplay) - Face B: — - Label: Warner                                              | —   | 9  | 46 | —  | —  | —  | 76 | Balance                       |
| Not Enough                                                                     | - Sortie: août 1995 - Face B: Amsterdam - Label: Warner                                                   | 97  | 27 | 6  | —  | —  | —  | —  | Balance                       |
| Humans Being (Edit)                                                            | - Sortie: mars 1996 - Face B: Humans Being (Album version) - Label: Warner                                | —   | 1  | 47 | —  | —  | —  | —  | Bande-son du Film Twister     |
| Me Wise Magic (Edit)                                                           | - Sortie : octobre 1996 - Face B : Me Wise Magic (Album version) - Label : Warner                         | —   | 1  | 14 | —  | —  | —  | —  | Best of: Volume 1             |
| Can't Get This Stuff No More (Edit)                                            | - Sortie: 7 février 1997 (airplay) - Face B: Can't Get This Stuff No More (Album version) - Label: Warner | —   | 12 | 38 | —  | —  | —  | —  | Best of: Volume 1             |
| Without You (Edit)                                                             | - Sortie: 19 février 1998 - Face B: Ballet or the Bullet - Label: Warner                                  | —   | 1  | 55 | —  | —  | —  | —  | Van Halen III                 |
| Fire in the Hole (Edit)                                                        | - Sortie : avril 1998 - Face B :Fire in the Hole (Album version) - Label : Warner                         | —   | 6  | 65 | —  | —  | —  | —  | Van Halen III                 |
| One I Want                                                                     | - Sortie: août 1998 (airplay) - Face B: One I Want (Album version) - Label: Warner                        | —   | 27 | —  | —  | —  | —  | —  | Van Halen III                 |
| It's About Time                                                                | - Sortie : juin 2004 (airplay) - Face B : — - Label : Warner                                              | —   | 6  | —  | —  | —  | —  | —  | The Best of Both Worlds       |
| Up for Breakfast                                                               | - Sortie: août 2004 (airplay) - Face B: — - Label: Warner                                                 | —   | 33 | —  | —  | —  | —  | —  | The Best of Both Worlds       |
| Tattoo                                                                         | - Sortie : 10 janvier 2012 - Face B: — - Label : Interscope Records                                       | —   | 13 | 62 | —  | —  | —  | —  | A Different Kind of Truth     |
| She's the Woman                                                                | - Sortie: 28 février 2012 - Face B: Brown M&M's - Label: Interscope                                       | —   | 23 | 34 | —  | —  | —  | —  | A Different Kind of Truth     |
| "—" indique que l'album n'entra pas dans les classements musicaux de ces pays. | |     |    |    |    |    |    |    |                               |

## Videographie
| Titre                               | Date de parution | Certification        |
| ----------------------------------- | ---------------- | -------------------- |
| Live Without a Net                  | 24 novembre 1986 | - 2 × Platine - : Or |
| Live: Right Here, Right Now (Vidéo) | 26 janvier 1993  | - Or                 |
| Video Hits Volume I                 | 29 octobre 1996  | - : Or - : Platine   |